# Jochen Schorer
Jochen Schorer (* 1974 in Villingen-Schwenningen) ist ein deutscher klassischer Schlagzeuger.
Er studierte an der Hochschule für Musik Trossingen bei Franz Lang Schlagzeug. Seit 1999 ist er Erster Schlagzeuger beim SWR Sinfonieorchester Baden-Baden und Freiburg, ab 2016 beim SWR Symphonieorchester. Von 2014 bis 2017 lehrte er als Professor für Schlagzeug an der Hochschule für Musik Nürnberg, seit 2015 lehrt er als Dozierender/Professor für Schlagzeug an der Hochschule der Künste Bern.
Seit 2013 spielt er Marimbaphon und Vibraphon im Duo gemeinsam mit dem Pianisten Johannes Mössinger, woraus die 2014 veröffentlichte CD Playing entstand.
Jochen Schorer hat 2023 den Ruf an die Musikhochschule Trossingen angenommen, wo er als Nachfolger von Franz Lang Professor für Schlagzeug wird.